# Maori Hill
Maori Hill est une riche banlieue résidentielle de Dunedin, dans l' Île du Sud de la Nouvelle-Zélande. 

## Situation
Elle est située à l'extrémité nord de la crête volcanique, qui entoure l'ouest de la ville, à 2 km au nord-ouest du centre-ville, immédiatement au-dessus de la coulée verte de Dunedin. 
Elle est reliée à Dunedin North (en) à l'est par la Drivers Road, aux faubourgs de Roslyn et Kaikorai au sud-ouest par Highgate Road et à celui de Wakari au nord-ouest par  Balmacewen Road.

## Population
La population de Maori Hill était de 1 956 personnes en 2001 lors du recensement.

## Installations
Au nord-ouest de Maori Hill se trouve Prospect Park, dont le nom est souvent donné à tout le quartier. De Prospect Park, la vue plonge sur Leith Valley (en) par-dessus le canyon de Woodhaugh. Un chemin de randonnée escarpé, le Bullock Track, relie les deux faubourgs.
Maori Hill est considérée comme un des faubourgs les plus chics et les plus riches de la ville ; elle possède de superbes habitations, particulièrement dans le labyrinthe de rues sinueuses qui court sur les pentes boisées. Parmi celles-ci, le manoir d'Olveston (en), œuvre de l'architecte  britannique Ernest George (en) (1839–1922), appartient maintenant à la ville, qui l'ouvre au public depuis les années 1960. 

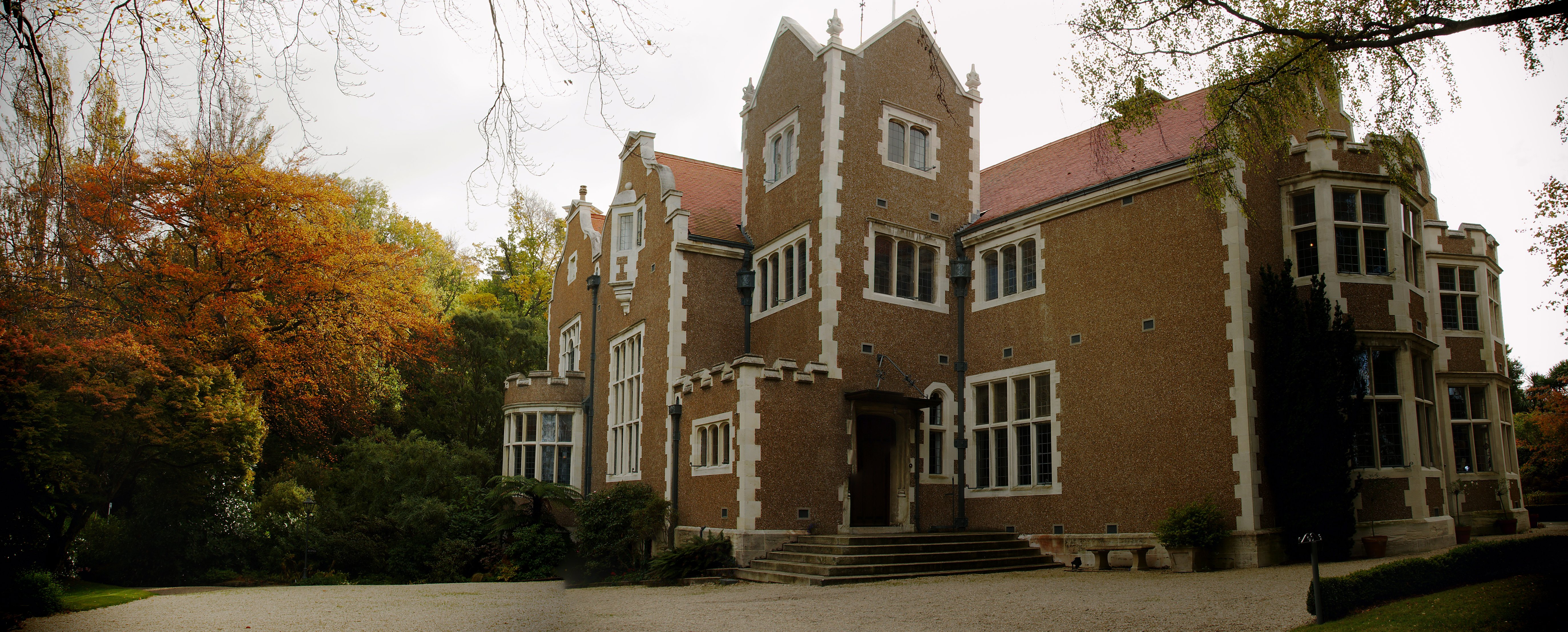
Le manoir d'Olveston.

Contrairement à d'autres banlieues en hauteur comme Roslyn, Maori Hill n'était pas desservie par tramway, ce qui la rendait peut-être encore plus chic.
Maori Hill possède aussi un terrain de golf, le Balmacewen Golf Course, siège du club de golf d'Otago et l'un des plus anciens et des meilleurs de Nouvelle-Zélande. 
Au sud-ouest se trouve un terrain de jeu, Bishopscourt et tout près Balmacewen Intermediate School. Comme pour Prospect Park, tout le quartier est souvent appelé Balmacewen. Au nord-ouest du terrain de golf commence la réserve naturelle qui entoure Ross Creek Reservoir (en). De nombreux sentiers mènent au réservoir depuis Cannington Road, qui marque la limite nord de Maori Hill.

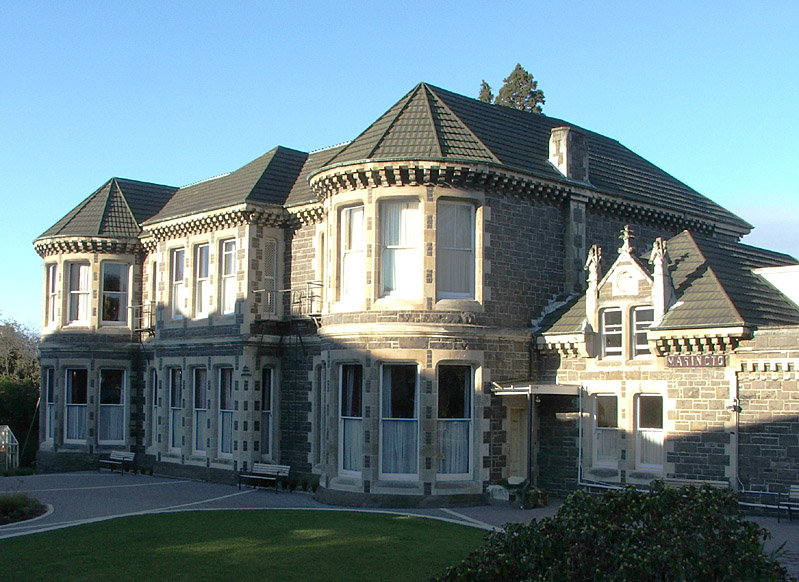
La clinique Marinoto est un des bâtiments les plus caractéristiques de Maori Hill.

Maori Hill abrite le plus grand hôpital privé de Dunedin. Il s'agit du Mercy Hospital, jadis connu sous le nom de « Mater Misericordiae ». Il est construit autour de la clinique clinique Marinoto, ancienne demeure de la famille Sargood.

## Éducation
Une école secondaire presbytérienne, John McGlashan College (en), se trouve à proximité.